# Wilson Fittipaldi
Wilson Fittipaldi (Santo André, 4 de agosto de 1920 – Rio de Janeiro, 11 de março de 2013) foi um piloto de automóveis, empresário e radialista brasileiro, especializado em automobilismo. 

## Biografia
Filho de imigrantes italianos, Wilson desde cedo interessou-se por carros e motos e no final da década de 1930, já era locutor. Em 1943 casou-se com a polaca Józefa "Juzy" Wojciechowska e no dia de Natal deste mesmo ano, nasceu seu primeiro filho, Wilson Fittipaldi Júnior. Conhecido como Barão, Wilson Fittipaldi trabalhou durante décadas nas transmissões da Rádio Panamericana (depois conhecida como Jovem Pan) e também foi comentarista do telejornal Record em Notícias (1973-1996) da TV Record, na década de 80. Além da locução, ele também foi organizador de provas automobilísticas e de motos, acompanhando de perto o nascimento do autódromo de Interlagos. Como piloto, participou de várias provas, sendo, em algumas, piloto e repórter ao mesmo tempo. 
Wilson foi pai dos irmãos Emerson e Wilson, avô de Christian, e bisavô de Pietro e Enzo, todos pilotos brasileiros de várias categorias, incluindo a F1 (Fórmula 1).